# Транспортно-установочный агрегат
Транспортно-установочный агрегат (ТУА)— транспортный агрегат, предназначенный для транспортировки ракеты-носителя из монтажно-испытательного корпуса к пусковой установке и перевода ее в вертикальное положение.

## Виды ТУА
Имеется два варианта установки транспортно-установочного агрегата: ТУА, предназначенный для транспортирования РКН с технического комплекса на стартовый комплекс или обратно при необходимости с использованием самоходных транспортных агрегатов на пневмоколесном ходу и ТУА, который обеспечивает транспортирование РКН с ТК на СК и обратно при помощи входящих в его состав железнодорожных тележек и тягового средства на железнодорожном ходу (тепловоза или электроаккумуляторного тягача).
Оба варианта имеют свои преимущества и недостатки, однако при использовании самоходных транспортных агрегатов на пневмоколесном ходу обеспечивается более высокая степень поперечной устойчивости РКН.

## Первые советские ТУА

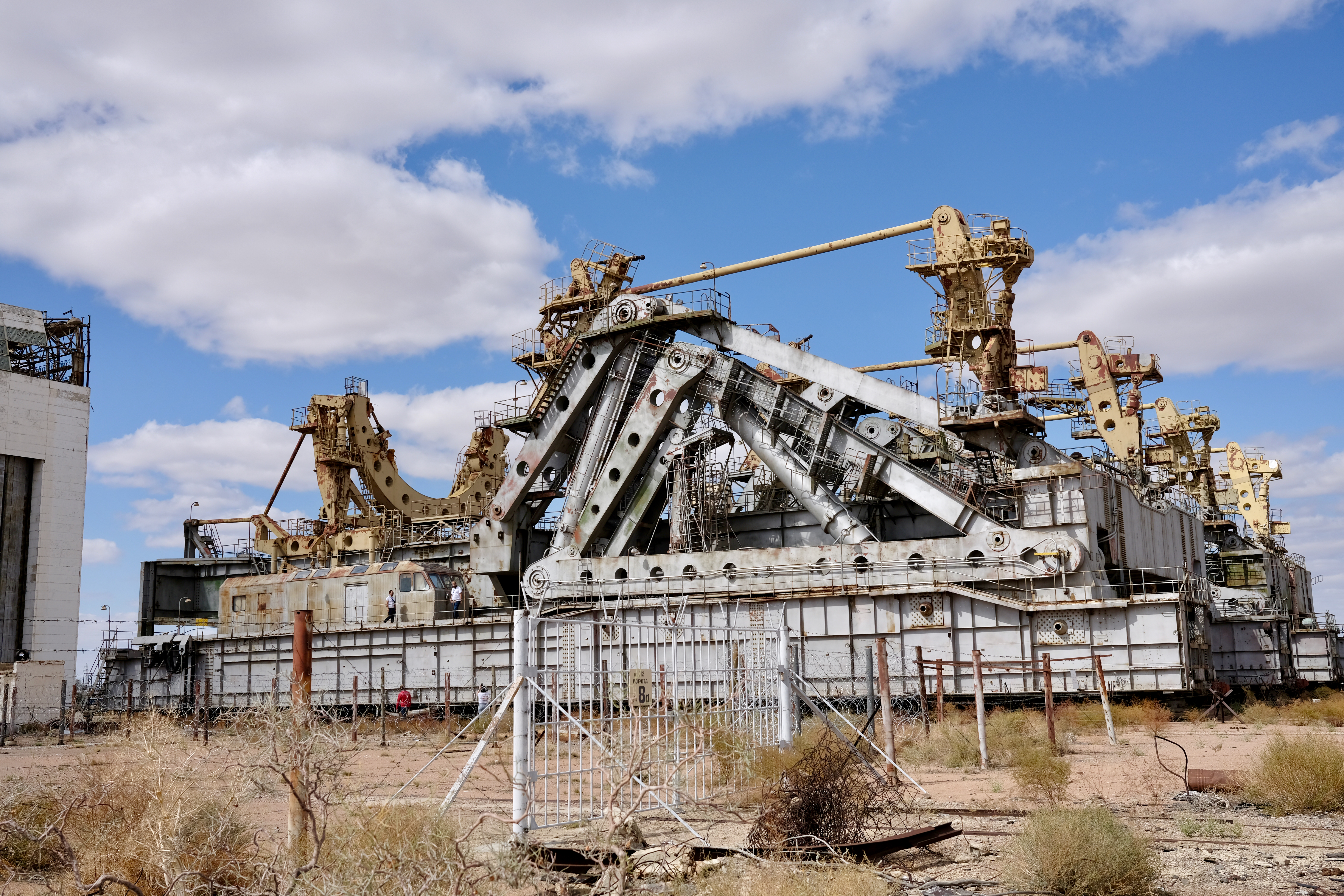
ТУА для РКК «Буран»

В апреле 1949 года Госпланом СССР была поставлена перед Новокраматорским машиностроительным заводом (НКМЗ) поручил первых ракетных установщиков 8У22 и 8У24, козлового крана 8Т21 для ракет Р-1 и Р-2 ОКБ-1 Сергея Павловича Королёва .
Заводу было поручено создать транспортно-установочный агрегат для первого полета человека в космос. Агрегат должен был быть способен доставлять и устанавливать в вертикальном положении ракету-носитель с расположенным на нем космическим объектом. Было создано Главное специализированное конструкторско-технологическое бюро (КСКТБ) подъемно-транспортного и установочного оборудования. Были подготовлены транспортно-установочные машины 8У0213, в запуске «Востока» участвовала также кабина обслуживания 8У0216. 12 апреля 1961 года был произведен первый полет человека в космос.
Одной из наиболее известных моделей ТУА был транспортно-установочный агрегат 11У25 для ракеты Н-1.
Каждый год количество модификаций увеличивалось на 2-3 значения. Тому способствовало быстрое совершенствование ракет-носителей.
В 1988 году был произведен запуск ракеты-носителя Энергия, который вывел на орбиту многоразовый ракетно-космический комплекс «Буран». Общий вес уникального ТУА для ракеты-носителя при этом составлял 2800 тонн, ширина — 30 м, длина — 60 м. Доставка осуществлялась по двум колеям. Автором концепции машины был Ю. А. Сердюк, а ведущим конструктором И. Н. Тюпин.